# Mastignatha stenoptera
Mastignatha stenoptera là một loài bướm đêm trong họ Noctuidae.